# اچ‌ام‌اس آمیتیست (۱۹۰۳)
اچ‌ام‌اس آمیتیست (۱۹۰۳) (به انگلیسی: HMS Amethyst (1903)) یک کشتی بود که طول آن ۳۶۰ فوت (۱۰۹٫۷ متر) بود. این کشتی در سال ۱۹۰۵ ساخته شد.